# Sandarville
Sandarville es una población y comuna francesa, en la región de  Centro, departamento de Eure y Loir, en el distrito de Chartres y cantón de Illiers-Combray.

## Demografía
| 250 | 243 | 235 | 234 | 282 | 342 |
| Para los censos de 1962 a 1999 la población legal corresponde a la población sin duplicidades (Fuente: INSEE [Consultar]) |     |     |     |     |     |